# Mi casita de papel
Mi casita de papel es una canción publicada en 1945, muy popular en España durante la década de 1940.

## Descripción
Compuesta por el matrimonio integrado por Francisco Codoñer y Mercedes Belenguer En tono aparentemente amable, la canción refleja la en el fondo dura realidad de la España de posguerra cantando a la felicidad de una pareja enamorada por haber alcanzado el sueño que la mayor parte de los españoles de la época no se podían permitir: Disponer de una vivienda en propiedad.
Los intérpretes originales del tema fueron Raúl Abril y su Orquesta con el Trío vocal Hermanas Russell. La canción se hizo enormemente popular en su momento, clasificándose en segundo lugar de entre las más comerciales de aquel año. El tema está incluido en la banda sonora de la película Canciones para después de una guerra (1971), de Basilio Martín Patino.

## Versiones
La canción ha sido versionada posteriormente por Rudy Ventura y su conjunto (1960), por Los Hippy-Loyas (1969), por Jorge Sepúlveda (1973) y por la banda Topolino Radio Orquesta (1981).